# Chicken-n-Beer
Chicken & Beer è il quarto album del rapper statunitense Ludacris, pubblicato nel 2001 dalla Def Jam Recordings. Dall'album sono stati estratti i singoli Stand Up prodotta da Kanye West, così come i singoli P-Poppin', Splash Waterfalls e Diamond in the Back che campiona il brano di William DeVaughn Be Thankful For What You Have.

## Tracce
1. Southern Fried Intro (Sample: Walk on by - Isaac Hayes)
2. Blow It Out
3. Stand Up ft. Shawnna
4. Rob Quarters (skit)
5. Splash Waterfalls ft. Sandy Coffee & Small World (Rapper)
6. Hard Times ft. 8 Ball & MJG e Carl Thomas
7. Diamond in the Back - William D. Sample (vedi sopra)
8. Screwed Up ft. Lil' Flip
9. T-Baggin' (skit)
10. P-Poppin ft. Lil' Fate and Shawnna
11. Hip-Hop Quotables
12. Black Man's Struggle (skit)
13. Hoes In My Room ft. Snoop Dogg
14. Teamwork
15. Interactive (skit)
16. We Got ft. Chingy, I-20, e Tity Boi
17. Eyebrows Down ft. Tity Boi e Dolla Boy